# Arthur Cohen
Pour les articles homonymes, voir Cohen.
Arthur Cohen (né en 1978) est chef d'entreprise, philosophe et éditeur français.

## Biographie
Agrégé de philosophie, Arthur Cohen a enseigné la philosophie, la culture générale et l'histoire de l'art (ses travaux de recherche portaient sur l'art de penser, notamment sur les logiques polyvalentes et les liens entre logique, méthodologie, éthique et morale, ainsi que sur la pensée esthétique de Diderot) avant de devenir critique d'art et éditeur. De 2006 à 2018, il a été Président Directeur général des éditions Hermann dont il était auparavant le directeur éditorial. Depuis 2018, il assure la présidence du Conseil d'administration de la maison Hermann.
Parallèlement à ses activités professionnelles, en tant que spécialiste d'éthique appliquée et certifié en finance, Arthur Cohen a été l'un des vingt-quatre membres de la Commission d'éthique des affaires du Consistoire central. Il a également été l'un des rédacteurs de la Déclaration universelle des Droits et des Devoirs de l'Entrepreneur déposée aux Nations unies en juillet 2012 par l'intermédiaire de la CIFA, et a surtout dirigé pendant trois ans une commission internationale d'éthique de la finance dont les travaux ont été remis aux Nations unies au printemps 2014,,.

## Publications
- Au-delà de l'abstraction : sur Degottex
- De la composition selon Diderot, in Écrits sur l'art et les artistes de Diderot, choix de textes et introduction par Jean Seznec, Hermann, Paris, 2008
- Comment évaluer un texte littéraire ?, in L'Argilète n°1, Hermann, Paris, 2009
- Les actes de langage de Mai 1968 – Sur John Searle et Giovanni Dotoli, in "Parole et liberté. La langue de Mai 1968" de Giovanni Dotoli, Atti del Seminario, Roma, 28 maggio 2009, Libera Università San Pio V, Fasano, Schena, 2009
- Un néo-impressionnisme abstrait – sur les "Variations" d'Emmanuelle Amsellem, catalogue de l'exposition, Paris 2009
- La saveur de la littérature, in L'Argilète n°2, Hermann, Paris, 2010
- "Recherches à la bibliothèque" – Sur Liliane Klapisch, in L'Argilète n°2, Hermann, Paris, 2010
- Les jeux d'ombre de Picasso in Le Monde de l'Art, n°1, hiver 2010-2011, Paris
- Le regard acrobate – Sur les Sculptures de crins de Pierrette Bloch in "L'Argilète" n°3, Hermann, Paris, 2010
- On composition – an introduction to Diderot's aesthetical philosophy, In "Diderot – On art and artists", Springer, 2010
- Ceci n'est pas une allégorie de la Vertu et du Vice – sur Lorenzo Lotto et Marsile Ficin, in Le Monde de l'Art n°2, printemps 2011, Paris
- Peindre l'évanescence – sur Lubin Baugin et Bérulle, in Prussian Blue, mai 2013, Paris
- Comment faire trembler la langue, in Forme et infini, ouvrage collectif sous la direction d'Arthur Cohen et Alexandre Lissner, Hermann, novembre 2013, Paris.
- Trois préjugés sur la manufacture de l'Encyclopédie, à paraître, Société française de philosophie, www.sofrphilo.fr/lencyclopedie-et-nous-2/
- Éthique et Finance, Recherche de solutions pratiques pour l'assainissement des comportements financiers et la réalisation des Objectifs du Millénaire pour le Développement, Rapport 2014 en collaboration avec Emmanuel Rocque, juin 2014
- Diderot et la Serpe ostrogothe, la propriété intellectuelle à l'épreuve, 2015, Bulletin de la Société française de philosophie n°2014 108 2, Vrin, Paris.
- Les spécificités françaises de l'éthique en finance, in École française de la finance – mythe ou réalité ?, "L'année des Professions financières" vol. 10, 2016, éd. RB édition, Paris, juin 2016.
- Hermann – 140 ans d'histoire en miscellanées, ePub enrichi, publication numérique, éditions Hermann, Paris, septembre 2016.
- éditeur scientifique en collaboration avec Andrea Bellantone de : Le Goût du Secret, entretiens 1993-1995 entre Jacques Derrida et Maurizio Ferraris, éditions Hermann, 2017, Paris
- La réduction des risques. Systèmes de santé – pratiques individuelles et collectives, ouvrage collectif sous la direction d'Arthur Cohen et Xavier Desmaison, éditions Hermann, juillet 2019, Paris
- éditeur scientifique et traducteur en collaboration avec Frédéric Berland de: Explorer les contradictions – paraconsistance et dialéthéisme, de Graham Priest, éditions Hermann, janvier 2022, Paris
- traducteur (en collaboration avec Frédéric Berland et Hermann Angoua) de: Le Livre des pourquoi – la nouvelle science des causes et des effets, de Judea Pearl, éditions Hermann, novembre 2024, Paris